# Darbyellina
Darbyellina es un género de foraminífero bentónico considerado un sinónimo posterior de Lenticulina de la subfamilia Lenticulininae, de la familia Vaginulinidae, de la superfamilia Nodosarioidea, del suborden Lagenina y del orden Lagenida. Su especie tipo era Darbyellina hempsteadensis. Su rango cronoestratigráfico abarcaba el Senoniense (Cretácico superior).

## Clasificación
Darbyellina incluye a la siguiente especie:
- Darbyellina hempsteadensis †